# アントワーヌ・パラン
アントワーヌ・パラン（アントワーヌ・ペアレント、Antoine Parent、1666年9月16日 – 1716年9月26日）は、フランスのパリに生まれた数学者（死亡地もパリであったとされる）。

## 経歴
パランは1700年に3次元の解析幾何学の本を著し、のち1713年にパリにて収集され、全3巻で出版された。
彼は3つの座標の点による方程式から空間における任意の表面を表す方法を考案し、1713年に、彼は片持ち梁の曲がり具合の公式を導き出した。また中心の中立軸と、上面の引張から底面の等しく反対の圧縮までの線形応力分布を想定し、断面積に断面の深さを6で割った値の正しい弾性断面係数を導き出した。しかしながら、パランの功績はほとんど影響を与えることなく、曲げにおける梁の強度の分析に科学的な原理が適用されるまでにはさらに何年も要することとなった。 